# Богородицкое (Белгородская область)
Богородицкое — село в Губкинском городском округе Белгородской области России. Входит в состав Боброводворской территориальной администрации.

## География
Находится в северной части Белгородской области, в лесостепной зоне, в пределах юго-западных склонов Среднерусской возвышенности, к югу от автодороги 14К-2, на расстоянии примерно 15 километров (по прямой) к юго-западу от города Губкина, административного центра округа. Абсолютная высота — 225 метров над уровнем моря.

### Климат
Климат характеризуется как умеренно континентальный, с холодной зимой, тёплым летом и хорошо выраженными переходными сезонами. Среднегодовая температура воздуха — 6 °C. Средняя температура воздуха самого холодного месяца (января) — −8,5 °C (абсолютный минимум — −36 °C); самого тёплого месяца (июля) — 20,3 °C (абсолютный максимум — 41 °С). Длительность периода с положительными температурами выше 10 °С составляет 156 дней. Годовое количество атмосферных осадков — 528 мм, из которых 343 мм выпадает в тёплый период.
| Показатель                    | Янв.  | Фев.  | Март  | Апр.  | Май  | Июнь | Июль | Авг. | Сен. | Окт. | Нояб. | Дек.  | Год   |
| ----------------------------- | ----- | ----- | ----- | ----- | ---- | ---- | ---- | ---- | ---- | ---- | ----- | ----- | ----- |
| Абсолютный максимум, °C       | 8,1   | 10,6  | 19,7  | 29,0  | 34,5 | 37,5 | 40,2 | 39,0 | 33,3 | 26,9 | 18,1  | 11,5  | 40,2  |
| Средний суточный максимум, °C | −3,5  | −2,6  | 3,3   | 13,7  | 20,7 | 24,2 | 26,3 | 25,6 | 19,1 | 11,2 | 2,8   | −2    | 11,6  |
| Средняя температура, °C       | −6,1  | −5,7  | −0,6  | 8,1   | 14,6 | 18,3 | 20,2 | 19,1 | 13,3 | 6,8  | 0,0   | −4,5  | 7,0   |
| Средний суточный минимум, °C  | −9    | −9    | −4,3  | 3,0   | 8,6  | 12,4 | 14,4 | 12,9 | 8,1  | 2,8  | −2,7  | −7,2  | 2,5   |
| Абсолютный минимум, °C        | −36,1 | −35,1 | −29,7 | −18,6 | −8,2 | 0,1  | 2,7  | 0,5  | −5,4 | −17  | −31,2 | −31,4 | −36,1 |
| Норма осадков, мм             | 41    | 36    | 38    | 37    | 55   | 70   | 73   | 50   | 52   | 52   | 41    | 44    | 589   |
| Источник:                     |       |       |       |       |      |      |      |      |      |      |       |       |       |

### Часовой пояс
Село Богородицкое как и вся Белгородская область, находится в часовой зоне МСК (московское время). Смещение применяемого времени относительно UTC составляет +3:00.

## Население
| 2002 | 2010 | 2011 | 2013 | 2015 | 2016 |
| ---- | ---- | ---- | ---- | ---- | ---- |
| 218  | ↘191 | ↗205 | ↘198 | ↘193 | ↘190 |

### Половой состав
По данным Всероссийской переписи населения 2010 года в гендерной структуре населения мужчины составляли 46,6 %, женщины — соответственно 53,4 %.

### Национальный состав
Согласно результатам переписи 2002 года, в национальной структуре населения русские составляли 99 %.